# Adam Samson Bombek

herb Bombeków

Adam Samson (Samson Adam) Bombek – herbu Bombek (zm. przed 19 listopada 1724) – generał major wojsk koronnych od 1721 roku.

## Życiorys
Urodził się w polskiej rodzinie szlacheckiej Bombeków herbu własnego, jako syn Samsona, kapitana gwardii królewskiej, sekretarza artylerii koronnej i Gertrudy z Taubenheimów. Podobnie jak ojciec został zawodowym żołnierzem. W 1701 był sekretarzem artylerii koronnej w randze kapitana. Był stolnikiem trembowelskim (1702), tenutariuszem starostwa niechorowskiego (1703) i stolnikiem latyczowskim (1706). W 1711 został mianowany pułkownikiem artylerii a w 1722 otrzymał stopień generała majora. Służbę wojskową pełnił w garnizonach we Lwowie i Kamieńcu Podolskim.
Trzykrotnie żonaty. Z Anną z Kiełczewskich córka Konstancja. Z drugą żoną Anną z Raciborskich miał synów: Samsona (zakonnik cysters), Marcina Andrzeja (starosta krasnosielski) i Jakuba (starosta cichostowski). Z trzecią żoną Zofią Przyłuską miał syna Józefa, który w 1764 był elektorem Stanisława Augusta Poniatowskiego
Posiadał majątki ziemskie Dawidkowce i Łosiacze w województwie podolskim, był tenutariuszem królewskiej wsi Rokitno w powiecie gródeckim. W 1717 nabył części majątków ziemskich Piotrkowice, Dobiesze i Lipków.
Zmarł po 1727, ostatnim znanym dokumentem o gen.Bombeku jest jego własnoręczny list z maja 1727.